# Megachile pseudonigra
Megachile pseudonigra är en biart som beskrevs av Mitchell 1927. Megachile pseudonigra ingår i släktet tapetserarbin, och familjen buksamlarbin. Inga underarter finns listade i Catalogue of Life.